# Nico Polak
Nico Joseph Polak (Groningen, 10 juli 1904 - Dordrecht, 18 november 1984) was een Nederlands jurist en raadsheer in de Hoge Raad der Nederlanden.

## Levensloop
Polak werd op 10 juli 1904 geboren in Groningen. Hij was de oudste zoon van Moritz Polak en Bertha Mathilda Ida Oppenheim, dochter van de hoogleraar Jacques Oppenheim. Hij was de broer van Jacques Polak en Carel Polak, later minister van Justitie. Op 13 mei 1905 verhuisde hij samen met zijn ouders Rotterdam waar zijn vader werkzaam was als rechter bij de Rechtbank Rotterdam. In 1918 verhuisde het gezin, met inmiddels 4 kinderen, naar Amsterdam. Twee jaar later vertrekken ze naar Den Haag. In 1924 keerde Polak terug naar Groningen om rechten te studeren aan de Rijksuniversiteit Groningen, waar hij in 1927 zijn meestertitel behaalde. Daarna vestigde hij zich in Groningen als advocaat. Zijn advocatenkantoor was gevestigd aan de Oude Boteringestraat 37. In 1946 werd hij tevens rechter-plaatsvervanger bij de Rechtbank Groningen.
In 1957 werd Polak benoemd tot vicepresident en voorzitter van de belastingkamer van het Gerechtshof Leeuwarden als opvolger van W.A. Offerhaus. Datzelfde jaar werd hij ook president-curator van de Rijksuniversiteit Groningen. In het jaar 1965-1966 was hij voorzitter van de Nederlandse Juristen-Vereniging, iets wat zijn broer Carel op zijn beurt in 1975-1976 ook zou zijn.
Op 9 mei 1968 werd Polak aanbevolen voor benoeming tot raadsheer in de Hoge Raad der Nederlanden, als opvolger van Everhard Korthals Altes. De Tweede Kamer nam de aanbeveling ongewijzigd over en de benoeming volgde op 23 juli van dat jaar. Polak bleef raadsheer tot hem per 1 augustus 1974 ontslag werd verleend vanwege het bereiken van de 70-jarige leeftijd.
Polak overleed in 1984 op 80-jarige leeftijd. Hij was ridder in de Orde van de Nederlandse Leeuw en commandeur in de Orde van Oranje-Nassau.
- International Standard Name Identifier: 0000 0005 0682 9618
- Library of Congress Control Number: n87806528
- Nationale Bibliotheek van Israël: 987007266517305171
- Nederlandse Thesaurus van Auteursnamen: 436133997
- Virtual International Authority File: 98124547